# Termální depolymerizace
Termální depolymerizace je metoda sloužící k přeměně komplexních organických materiálů (obvykle různých odpadních produktů) na lehkou ropu. Imituje přirozené geologické procesy, které se odehrávaly při vzniku ropy. Vlivem tepla a tlaku se dlouhé uhlovodíkové polymery štěpí na krátké řetězce s maximální délkou okolo C18.

## Historie
Donedávna pokusy o napodobení těchto přírodních procesů nebyly vhodné pro praktické využití, protože se při nich spotřebovalo více energie, než jí bylo získáno.
Nový přístup byl vyvinut americkým mikrobiologem Paulem Baskisem v osmdesátých letech a byl pak dále zdokonalován. Demonstrační provoz byl dokončen v roce 1999 ve Philadelphii a první komerční podnik byl vybudován v Carthagu v Missouri. Ten přeměňuje odpad z blízkých krocaních jatek na přibližně 500 barelů ropy denně.

## Teorie a proces
Předchozí metody pro štěpení uhlovodíkových polymerů vynakládaly velké množství energie na odstranění přebytečné vody. Termální depolymerizace naproti tomu používá vodu pro zlepšení zahřívacího procesu a voda také dodává do reakcí vodík ze svých molekul.
Vstupní surovina se nejprve rozemele a smísí s vodou, pokud je příliš suchá. Pak se zahřívá na 250 °C a je podrobena tlaku 4 MPa na asi 15 minut. Poté tlak rapidně klesne, čímž dojde k vypaření většiny vody. Výsledkem je směs uhlovodíků a pevných látek, které se oddělí. Uhlovodíky jsou opět zahřáty na 500 °C, což způsobí další rozštěpení delších molekul. Vzniklá směs kapalných uhlovodíků se dělí destilací podobně jako konvenční ropa.
Firma tvrdí, že energetická účinnost tohoto procesu je 560 % (85 jednotek energie vyrobené na 15 jednotek energie spotřebované). Vyšší účinnosti může být dosaženo se suššími vstupními materiály bohatšími na uhlík, jako je plastový odpad.
Pro srovnání, současné metody používané k výrobě bionafty a bioetanolu ze zemědělských zdrojů mají energetickou účinnost okolo 320 %.
Pomocí termální depolymerizace může být štěpena řada materiálů, včetně jedů a těžko odbouratelných nemocničních odpadů.
Na druhou stranu, mnoho možných zemědělských odpadů, které by mohly sloužit jako vstupní surovina, je už používána jako hnojivo, palivo, nebo zvířecí krmivo.

## Vstupní materiály a produkty
| Ropa        | 70 % |
| Plyny       | 16 % |
| Pevné látky | 6 %  |
| Voda        | 8 %  |

| Ropa        | 39 % |
| Plyny       | 6 %  |
| Pevné látky | 5 %  |
| Voda        | 50 % |

| Ropa        | 26 % |
| Plyny       | 9 %  |
| Pevné látky | 8 %  |
| Voda        | 57 % |

| Ropa        | 65 % |
| Plyny       | 10 % |
| Pevné látky | 5 %  |
| Voda        | 20 % |